# 島田安夫
島田 安夫（嶋田 安夫、しまだ やすお、1920年〈大正9年〉2月10日 - 1984年〈昭和59年〉4月11日）は、日本の政治家。位階は正五位勲三等、勲章は瑞宝章。衆議院議員（2期）、鳥取県議会議員（4期）。

## 経歴
鳥取県東伯郡浅津村上浅津（羽合町を経て現湯梨浜町上浅津）で、島田兼治の長男として生まれた。1933年（昭和8年）浅津高等小学校卒業を経て、1934年（昭和9年）大阪吉沢法律研修館を卒業した。1941年（昭和16年）鳥取歩兵第四十連隊入隊しバレテ峠の戦闘に参加。戦傷を受け1945年（昭和20年）1月に復員し3年間入院生活を送った。
1951年（昭和26年）浅津村議会議員となる同議長を務め、1953年（昭和28年）羽合町議会議員に当選し同議長も務めた。1959年（昭和34年）鳥取県議会議員に当選し4期在任し、1964年（昭和39年）同議長となり、議会開会時間の厳守の確立に貢献した。
1972年（昭和47年）第33回衆議院議員総選挙で鳥取県全県区から無所属で立候補して当選。1973年（昭和48年）青嵐会の結成に参加する。1983年（昭和58年）第37回総選挙で再選されたが、1984年4月11日、衆議院議員在任中に急性腎不全のため、東京医科大学病院で死去した。64歳没。同月13日、特旨を以て位記を追賜され、死没日付をもって正五位勲三等に叙され、瑞宝章を追贈された。追悼演説は同年5月15日、衆議院本会議で武部文により行われた。
自民党農林水産局次長、同国民生活局次長、同鳥取県連相談役などを務めたほか、鳥取県農業共済組合連合会長、同県身体障害者福祉協会長、同県傷痍軍人会長、同県農政振興審議会長、同県農業会議会長、全国内水面漁業協同組合連合会長、山陰商工信用協同組合理事長などを務めた。

## 公職選挙歴
- 1955年　第3回鳥取県議会議員選挙（東伯郡選挙区）落選
- 1959年　第4回鳥取県議会議員選挙（東伯郡選挙区）当選
- 1963年　第5回鳥取県議会議員選挙（東伯郡選挙区）無投票当選
- 1967年　第6回鳥取県議会議員選挙（東伯郡選挙区）当選
- 1971年　第7回鳥取県議会議員選挙（東伯郡選挙区）当選
- 1972年　第33回衆議院議員総選挙（鳥取県全県区、無所属）当選[5]
- 1976年　第34回衆議院議員総選挙（鳥取県全県区、自由民主党）落選[5]
- 1979年　第35回衆議院議員総選挙（鳥取県全県区、自由民主党）落選[5]
- 1980年　第36回衆議院議員総選挙（鳥取県全県区、自由民主党）次点落選[5]
- 1983年　第37回衆議院議員総選挙（鳥取県全県区、自由民主党）当選[5]